# شش‌های کتاب‌مانند

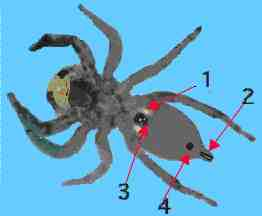
شش کتاب‌مانند عنکبوت در این طرح با شماره ۱ مشخص شده‌است.

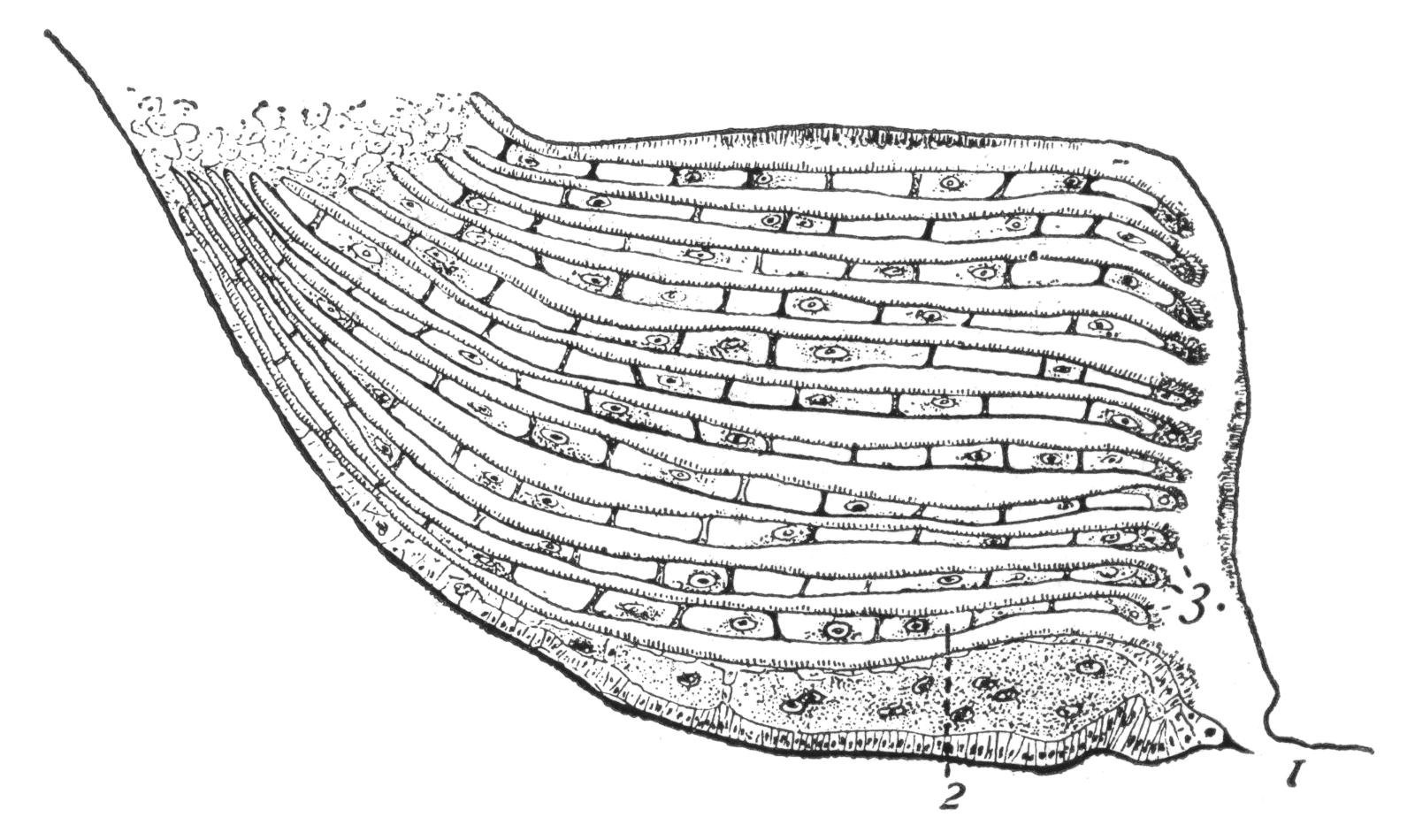
برش عرضی یک شش کتاب‌مانند عنکبوت

شش کتاب‌مانند در عنکبوت (نمایش به رنگ صورتی)

شش‌های کتاب‌مانند یا شش‌های کتابی (به انگلیسی: Book lung) نوعی اندام تنفسی هستند که در برخی عنکبوتیان مانند عقرب‌ها و عنکبوت‌ها یافت می‌شوند و برای تبادل گازها در خشکی به کار می‌روند. هر یک از این اندام‌ها در درون یک حفره فرورفته شکمی باز (آتریوم) جای دارد که از هوا پر می‌شود و از راه یک روزن کوچک برای تنفس با محیط پیرامون ارتباط دارد.
شش‌های کتاب‌مانند عنکبوتیان ارتباطی به شش‌های مهره‌داران خشکی‌زی امروزی ندارد. نام آنها ساختار آنها را توصیف می‌کند. وجود دسته‌هایی از کیسه‌های هوایی که به طور متناوب از هوا پر می‌شوند و بافتی پر از همولنف (معادل خون در بندپایان) دارند، به آنها ظاهری مانند یک کتاب تا شده می‌دهد (صفحه‌های شش‌های کتاب‌مانند دارای همولنف هستند). شمار آنها از تنها یک جفت در بیشتر عنکبوت‌ها تا چهار جفت در عقرب‌ها گوناگون است. چین‌خوردگی‌های شش‌های کتاب‌مانند عنکبوت بر سطحی که با هوا در تماس است می‌افزایند تا تبادل گازها با محیط با توان بیشتری انجام شود. در بیشتر گونه‌های عنکبوتیان برای آسان کردن این شیوه تنفس نیازی به حرکت صفحه‌های شش‌های کتاب‌مانند نیست. در میان عنکبوتیان گاهی شش‌های کتاب‌مانند وجود ندارند و به جای آن تبادل گازها از سطح دیواره‌های نازک درون حفره انجام می‌شود که با داشتن انشعاباتی درون بدن به صورت لوله‌های نازکی که نای نامیده می‌شوند گسترش یافته‌است. این نوع نای‌ها احتمالاً به‌طور مستقیم از دگرگونی شش‌های کتاب مانند پدید آمده‌اند چون در برخی عنکبوت‌ها، نای شمار اندکی حفره‌های بسیار کشیده‌شده دارد. برخی عنکبوتیان، مانند هیره‌ها و عنکبوت‌های خرمن، هیچ نشانی از شش‌های کتابی ندارند و تنها از راه نای یا سطوح بدن‌شان تنفس می‌کنند. داشتن یا نداشتن شش‌های کتابی عنکبوتیان را به دو گروه اصلی تقسیم می‌کند، عنکبوتیان شش‌دار (دارای شش‌های کتابی؛ عقربها و چهارشش‌داران؛ عقرب‌های شلاقی، عقرب‌های شلاقی دم‌کوتاه، عنکبوت‌های شلاقی و عنکبوتها)، و عنکبوتیان بی‌شش (فاقد شش‌های کتابی؛ عنکبوت‌های ریزشلاق، عنکبوت‌های خرمن، کنه‌سانان، کژدم‌وارگان، کنه‌عنکبوت‌های کلاهک‌دار و رتیل‌های solifugae). یکی از بحث‌های طولانی مدت دربارهٔ فرگشت عنکبوتیان این است که آیا فرگشت شش‌های کتابی از آبشش‌های کتابی، تنها یک بار در یک نیای مشترک عنکبوتی رخ داده‌است یا به‌طور موازی در چند گروه از عنکبوتیان هنگامی که به خشکی آمدند.
کهن‌ترین شش‌های کتابی در فسیل عنکبوتیان منقرض‌شده تریگوناتاربید در سنگ‌های چرت روستای راینی اسکاتلند یافت شده‌اند. این شش‌های فسیلی دوونین تقریباً از شش‌های عنکبوتیان امروزی قابل تمایز دادن نیستند و کاملاً با زندگی در خشکی سازگار شده‌اند.

## آبشش‌های کتاب‌مانند

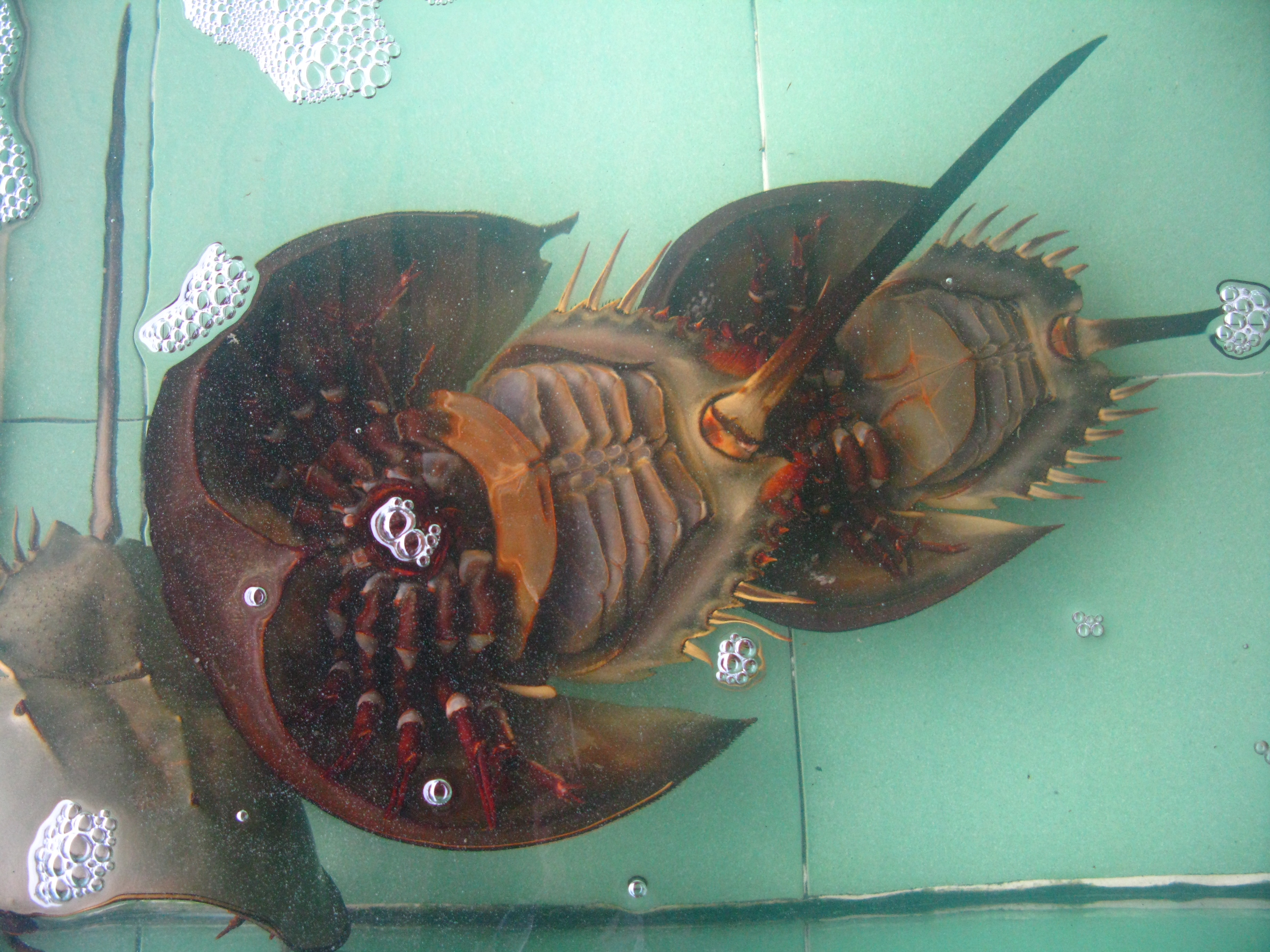
سطح شکمی یک خرچنگ نعل اسبی ماده که پاها و آبشش‌های کتاب‌مانند در آن دیده می‌شوند.

باور بر این است که شش‌های کتابی از آبشش‌های کتابی فرگشت یافته‌اند. گرچه این دو، ساختار کتاب‌مانند مشابهی دارند اما آبشش‌های کتابی در سطح بیرونی بدن یافت می‌شوند در حالی که شش‌های کتابی در درون بدن جای دارند. آبشش‌های کتابی هنوز در خرچنگ‌های نعل اسبی یافت می‌شوند که پنج جفت از آنها را دارند.